# Titidius albiscriptus
Titidius albiscriptus är en spindelart som beskrevs av Cândido Firmino de Mello-Leitão 1941. 
Titidius albiscriptus ingår i släktet Titidius och familjen krabbspindlar. Inga underarter finns listade i Catalogue of Life.